# 2002 en économie (activité humaine)
| • Chronologie générale de l'économie • |

| • Chronologie générale de l'économie • |

| Années de l'économie : 1999 - 2000 - 2001 - 2002 - 2003 - 2004 - 2005    |
| Décennies de l'économie : 1970 - 1980 - 1990 - 2000 - 2010 - 2020 - 2030 |

Cet article présente les faits marquants de l’année 2002 en économie (activité humaine).

## Évènements
- Krach boursier de 2001-2002.

## Décès
- 11 mars : James Tobin un économiste américain.
- 25 juillet : Rudiger Dornbusch un économiste germano-américain,